# Marcelo Ojeda
Marcelo Leonardo Ojeda (Avellaneda, 8 de desembre de 1968) és un futbolista argentí, ja retirat, que jugava com a porter.

## Trajectòria
Defensa y Justícia va ser el primer equip professional d'Ojeda, llavors en la segona divisió del seu país. Després de quatre anys, el 1990 fitxa pel Club Atlético Lanús, de la Primera Argentina.
El 1994 dona el salt a Europa i fitxa pel CD Tenerife, de la lliga espanyola. Al club canari és el porter titular els tres primers anys, per passar a la suplència a partir de la temporada 97/98. Amb els illencs va formar part d'un dels millors equips de la història del Tenerife, que quedà 5é la temporada 95/96 i jugà la Copa de la UEFA.
A començaments del 2000 retorna a l'Argentina, a l'Estudiantes de La Plata, on només disputa tres partits, que serien els darrers de la seua carrera esportiva, atès que ni el regrés al Tenerife a l'estiu ni a la posterior campanya a l'Argentinos Juniors hi juga un sol minut. El 2001 penja les botes.

## Selecció
Ojeda va jugar en una ocasió amb la selecció argentina de futbol. Va formar part del combinat del seu país a la Copa Amèrica de 1997.